# Herbert Hellmann
Herbert Hellmann (* 24. Juni 1920 in Osnabrück; † 8. Januar 1990) war ein deutscher Politiker (SPD).

## Leben und Beruf
Hellmann wurde als Sohn eines Angestellten geboren. Nach dem Besuch des Ratsgymnasiums Osnabrück wechselte er 1933 auf eine Hauptschule, die er 1935 mit der Mittleren Reife abschloss. Er absolvierte zunächst eine kaufmännische Ausbildung und seit 1938 eine weitere Ausbildung zum Industriekaufmann bei der Dampfkesselfabrik J. Meyer in Osnabrück. 1940 wurde er zur Wehrmacht eingezogen. Er nahm als Soldat am Zweiten Weltkrieg teil, wurde während des Russlandfeldzuges bei der Luftwaffe eingesetzt und zuletzt zum Unteroffizier ernannt. Bei Kriegsende 1945 geriet er in Königsberg in sowjetische Kriegsgefangenschaft.
Nach seiner Entlassung aus der Kriegsgefangenschaft arbeitete Hellmann als Angestellter bei der Stadtverwaltung in Wilhelmshaven und bei den Wilhelmshavener Stadtwerken. 1959 nahm er eine Tätigkeit als Prokurist bei der Wilhelmshavener Schifffahrtsgesellschaft Jade mbH auf. Des Weiteren engagierte er sich in der AWO.
Hellmann war verheiratet und hatte zwei Kinder.

## Politik
Hellmann trat im Oktober 1945 in die SPD ein und wurde später in den Vorstand des SPD-Bezirkes Weser-Ems gewählt. Vom 6. Mai 1959 bis zum 20. Juni 1978 war er Mitglied des Niedersächsischen Landtages (4. bis 8. Wahlperiode) und vom 6. Januar 1965 bis 5. Juni 1967 Vorsitzender des Unterausschusses Bäder.
Hellmann wurde vom 5. Juli 1967 bis 8. Juli 1970 als Minister für Bundesangelegenheiten, Vertriebene und Flüchtlinge in die von Ministerpräsident Georg Diederichs geführte Regierung des Landes Niedersachsen berufen. Nach der Auflösung des Vertriebenenministeriums amtierte er vom 8. Juli 1970 bis zum 6. Februar 1976 noch als Minister für Bundesangelegenheiten in der von Ministerpräsident Alfred Kubel geleiteten Folgeregierung.
Später war er Ehrenvorsitzender der SPD Wilhelmshaven.
Hellmann wirkte als Mitglied des Kontrollausschusses beim Bundesausgleichsamt, Mitglied des Kuratoriums des Max-Planck-Instituts für Zellbiologie Wilhelmshaven, Mitglied des Rundfunkrates des Deutschlandfunks, Mitglied des Verwaltungsrates der Lastenausgleichsbank in Bad Godesberg, Vorstandsmitglied des Vereins Friedlandhilfe e. V., Vorstandsmitglied des Fördervereins der Fachhochschule Wilhelmshaven im Fachbereich Wirtschaft und Mitglied des Allgemeinen Beirats der Norddeutschen Landesbank.

## Ehrungen
1975 wurde Hellmann mit dem Großen Bundesverdienstkreuz ausgezeichnet.